# Canthigaster amboinensis
Canthigaster amboinensis là một loài cá biển thuộc chi Canthigaster trong họ Cá nóc. Loài này được mô tả lần đầu tiên vào năm 1864.

## Từ nguyên
Từ định danh được đặt theo tên gọi của đảo Ambon (thuộc quần đảo Maluku, Indonesia), nơi mà mẫu định danh của loài cá này được thu thập (–ensis: hậu tố biểu thị nơi chốn).

## Phân bố và môi trường sống
C. amboinensis có phân bố rộng khắp vùng biển Ấn Độ Dương - Thái Bình Dương, từ Đông Phi trải dài về phía đông đến quần đảo Hawaii và quần đảo Marquises, ngược lên phía bắc đến Nam Nhật Bản, giới hạn phía nam đến rạn san hô Great Barrier và quần đảo Société; còn ở Đông Thái Bình Dương, C. amboinensis chỉ được biết đến qua vài mẫu vật lang thang tại quần đảo Galápagos. Loài cá này cũng được ghi nhận tại cù lao Câu (Việt Nam).
C. amboinensis sống trên rạn san hô ở đới mặt bằng rạn, độ sâu đến ít nhất là 16 m.

## Mô tả
Tổng chiều dài cơ thể lớn nhất được ghi nhận ở C. amboinensis là 15 cm. Cá có màu nâu, bụng trắng. Thân và gốc vây đuôi có nhiều đốm nhỏ màu xanh óng, xen lẫn là những đốm nâu ở thân dưới. Đầu có các vệt đốm xanh đen ở hai bên má và mang, nhiều vệt xanh óng quanh mắt và trên mõm.
Số tia vây ở vây lưng: 11–12; Số tia vây ở vây hậu môn: 11; Số tia vây ở vây ngực: 16–17.

## Sinh thái
Thức ăn chủ yếu của C. amboinensis là các loài rong san hô, bên cạnh đó chúng cũng ăn nhiều loài thủy sinh không xương sống khác như giun nhiều tơ, cầu gai, sao biển, hải miên và động vật giáp xác, cũng như cả san hô.
C. amboinensis sống theo chế độ hậu cung, một con đực lớn có thể kèm theo khoảng 2–5 con cái nhỏ hơn, và mỗi con cá cái lại chiếm giữ cho riêng mình một phần lãnh thổ.

## Thương mại
C. amboinensis là một thành phần trong ngành thương mại cá cảnh biển.